# 大萼香茶菜
大萼香茶菜（学名：Isodon macrocalyx）为唇形科香茶菜属下的一个种。